# Кубок Лихтенштейна по футболу 2013/2014
Кубок Лихтенштейна 2013/2014 — шестьдесят девятый сезон ежегодного футбольного соревнования в Лихтенштейне. Победитель кубка квалифицируется в квалификационный раунд Лиги Европы УЕФА 2014/2015.

## Первый раунд
Матчи первого раунда прошли 20—28 августа 2013 года.
| Команда         | счёт | Команда        |
| --------------- | ---- | -------------- |
| Бальцерс III    | 2:1  | Эшен-Маурен II |
| Эшен-Маурен III | 5:2  | Вадуц III      |
| Руггелль II     | 0:2  | Тризен II      |
| Тризхенберг II  | 2:4  | Шан Аццурри    |
| Шан II          | 0:4  | Тризен         |
| Бальцерс II     | 2:0  | Вадуц (до 23)  |

## Второй раунд
Матчи второго раунда состоялись 1 и 2 октября 2013 года. К шести победителям первого раунда добавились «Руггелль» и «Шан».
| Команда         | счёт | Команда     |
| --------------- | ---- | ----------- |
| Тризен          | 1:2  | Руггелль    |
| Бальцерс II     | 0:3  | Шан         |
| Эшен-Маурен III | 4:3  | Тризен II   |
| Бальцерс III    | 2:3  | Шан Аццурри |

## 1/4 финала
В четвертьфиналах к четырём победителям второго раунда добавились полуфиналисты предыдущего розыгрыша кубка: команды «Вадуц», «Эшен-Маурен», «Бальцерс» и «Тризенберг». Игры прошли 29,30 октября и 5,6 ноября 2013 года.
| Команда         | счёт | Команда     |
| --------------- | ---- | ----------- |
| Эшен-Маурен III | 0:1  | Шан Аццурри |
| Эшен-Маурен     | 4:1  | Бальцерс    |
| Руггелль        | 2:1  | Тризенберг  |
| Шан             | 0:6  | Вадуц       |

## 1/2 финала
Полуфинальные матчи прошли 8 и 9 апреля 2014 года.
| Команда     | счёт | Команда     |
| ----------- | ---- | ----------- |
| Шан Аццурри | 0:5  | Эшен-Маурен |
| Руггелль    | 0:8  | Вадуц       |

## Финал
| Вадуц                                                                      | 6:0 (2:0) | Эшен-Маурен |
| -------------------------------------------------------------------------- | --------- | ----------- |
| Шюрпф 35′ · Хаслер 43′ · Абегглен 60′, 68′ · Чеккини 80′ · Пак Кван Ён 83′ | Отчёт     |             |